# Jeffersonville (Géorgie)
Pour les articles homonymes, voir Jeffersonville.
Ne pas confondre avec la ville située dans le même État, Jefferson (Géorgie)
La ville américaine de Jeffersonville est le siège du comté de Twiggs, dans l’État de Géorgie. Lors du recensement de 2000, sa population s’élevait à 1 209 habitants.

## Démographie
| 1880 | 1910 | 1920 | 1930 | 1940 | 1950 |
| ---- | ---- | ---- | ---- | ---- | ---- |
| 156  | 740  | 842  | 692  | 804  | 787  |

| 1960  | 1970  | 1980  | 1990  | 2000  | 2010  |
| ----- | ----- | ----- | ----- | ----- | ----- |
| 1 013 | 1 302 | 1 473 | 1 545 | 1 209 | 1 035 |

## Source
- (en) Cet article est partiellement ou en totalité issu de l’article de Wikipédia en anglais intitulé « Jeffersonville, Georgia » (voir la liste des auteurs).